# Maria Luísa Mendonça
Maria Luísa Mendonça (Rio de Janeiro, 30 de janeiro de 1970) é uma atriz, diretora e apresentadora brasileira. Conhecida por seus personagens complexos e de forte carga dramática, tornou-se uma das atrizes mais conceituadas do país. Mendonça é ganhadora de vários prêmios, incluindo um APCA, um Prêmio Guarani, dois Prêmios Qualidade Brasil e um Prêmio Shell, além de ter recebido indicações para três Grandes Otelo e um Cóndor de Plata.
Mendonça fez sua estreia profissional na peça de drama Vestido de Noiva (1987) no papel de Alaíde. Desde então, tornou-se uma atriz prolífica no teatro integrando o elenco de diversas produções de aclamação crítica. No teatro, destacou-se em Romeu e Julieta (1992), Futebol (1994), Valsa N°6 (1994), Os Sete Afluentes do Rio Ota (2003), Na Selva das Cidades (2011), A Falecida (2013) e Um Bonde Chamado Desejo (2015), pela qual foi aclamada pela crítica e venceu os prêmios APCA, Shell e Qualidade Brasil.
Na televisão, sua estreia ocorreu em 1993 como Buba na novela Renascer, da TV Globo. Em telenovelas, Maria teve personagens importantes em Explode Coração (1995), Corpo Dourado (1998), Senhora do Destino (2004), Viver a Vida (2009), Além do Horizonte (2013), Segundo Sol (2018) e Verdades Secretas (2021). No entanto, foi nas séries, especial de drama, que ganhou mais destaque, como em Engraçadinha: Seus Amores e Seus Pecados (1995), A Muralha (2000), Os Maias (2001), que lhe rendeu duas indicações ao Prêmio Qualidade Brasil, Queridos Amigos (2008) e Magnífica 70 (2015).
No cinema, fez seu primeiro trabalho na cinebriografia Quem Matou Pixote? (1996), mas ganhou maior reconhecimento no drama Corazón iluminado (1998), pelo qual recebeu o prêmio de Melhor Atriz no Prêmio Guarani. Mendonça é reconhecida pela versatilidade, tendo atuado nos mais diversos gêneros, com destaque em As Três Marias (2002), Carandiru (2003), Jogo Subterrâneo (2005), Querô (2007), Nossa Vida Não Cabe Num Opala (2008), O Homem do Futuro (2011), Amanhã Nunca Mais (2011), Todo Clichê do Amor (2018) e Meu Casulo de Drywall (2023).

## Biografia

### Primeiros anos de vida e formação
Maria Luísa Mendonça nasceu em 30 de janeiro de 1970 na cidade do Rio de Janeiro. Ela é filha de Lígia Mendonça, uma artista plástica, e Newton Mendonça, um advogado. Maria tinha uma irmã mais velha, chamada Maria Fernanda, que morreu em um acidente de carro quando a atriz tinha apenas oito anos. Ainda na adolescência, interessou-se pela arte e ingressou no curso de artes cênicas da Casa de Arte das Laranjeiras, onde formou-se aos 21 anos em 1991. Ela também estudou no Teatro O Tablado e frequentou cursos de expressão corporal na França, na Escola de Teatro Jacques Lecoq.

## Carreira

### 1987—95: Primeiros trabalhos e projeção nacional
Aos 17 anos, antes de sua formação artística ser concluída, Maria fez sua estreia nos palcos do teatro em uma montagem de Vestido de Noiva, de Nelson Rodrigues, onde ganhou repercussão por sua performance como a protagonista "Alaíde". Na peça, seu papel é o ponto principal do enredo, cujo acompanha esta jovem que, ao ser atropelada e hospitalizada, relembra o conflito com a irmã, de quem tomou seu namorado, e imagina um encontro com uma cafetina assassinada pelo namorado. Em seguida, participou do espetáculo Os Gigantes da Montanha, de Luigi Pirandello, em 1991, sob a direção de Moacyr Góes, com quem viria a trabalhar em outros projetos no teatro futuramente. Em 1992, voltou aos palcos novamente dirigida por Góes em uma montagem do clássico Romeu e Julieta, de William Shakespeare, onde encarnou a mocinha "Julieta" no romance trágico.
Em 1993, tornou-se nacionalmente conhecida pela interpretação da intersexo "Buba" na telenovela Renascer, escrita por Benedito Ruy Barbosa para o horário nobre da TV Globo, marcando sua estreia na televisão. Na trama, sua personagem envolvia-se com "José Venâncio" (Taumaturgo Ferreira) sem revelar sua verdadeira condição biológica. Ao descobrir a verdade, ele fica assustado e volta para sua ex-mulher, a vilã "Eliana" (Patrícia Pillar). No entanto, ele não resiste à doçura de "Buba", que é o oposto de sua mulher, e decide iniciar uma vida com ela, estando ambos disposto a adotar uma criança para construir uma família. O papel ganhou uma grande repercussão nacional e gerou muitas controvérsias por tratar do tema da intersexualidade, sendo lembrado até os dias atuais na carreira de Maria Luísa Mendonça.
Após o sucesso na televisão, Mendonça voltou a dedicar-se ao teatro no ano de 1994. Foi dirigida por Bia Lessa na peça Futebol, que recebeu críticas negativas por parte da crítica especializada. Atuando ao lado de nomes como Geórgia Gomide e Zeca Camargo, a peça contava a história do futebol por meio de uma parábola que envolve duas família rivais. A crítica considerou o espetáculo como um "acúmulo de futilidades pretensiosas", no entanto Maria teve sua interpretação destacada como a única que demonstra clareza sobre suas intenções em cena. Apesar do fracasso em Futebol, no mesmo ano foi consagrada com uma montagem do monólogo Valsa n° 6, mais uma vez ensaiando um texto de Nelson Rodrigues, onde a atriz interpretou oito personagens. A peça acompanha a solitária "Sônia", assassinada aos quinze anos, que, entre seus delírios, tenta montar o quebra-cabeça de suas memórias.
Em 1995, retorna à televisão na minissérie Engraçadinha: Seus Amores e Seus Pecados no papel de "Letícia", prima da protagonista "Engraçadinha" (Alessandra Negrini/Cláudia Raia), por quem é apaixonada mas desprezada após declarar seu amor pela prima, sendo tratada por ela como uma "pervertida". Neste ano ainda, foi escalada para interpretar "Vera Avelar", uma das protagonistas da novela Explode Coração, de Glória Perez. Na trama, sua personagem é esposa de "Júlio" (Edson Celulari), e é uma mulher alegre, romântica e ingênua, mas insatisfeita com sua vida. Ela percebe que o tempo está passando sem realizar seu potencial ou encontrar felicidade no casamento. Ela vive em função da carreira política de "Júlio" e ressente-se de sua falta de atenção e de seus casos extraconjugais. Apesar disso, ela é leal ao casamento e não percebe o interesse de sua prima "Eugênia" (Françoise Forton) pelo marido.

### 1996—03: Reconhecimento cinematográfico
Em 1996, estreou no cinema no drama Quem Matou Pixote?, dirigido por José Joffily, que conta a curta trajetória de Fernando Ramos da Silva, como ator e como pessoa. No filme, faz uma participação como "Malu", uma olheira que enxerga o pequeno ator nas ruas e o convida para realizar um teste de elenco. Neste ano, também esteve no episódio "Mulheres" da série A Comédia da Vida Privada. Em 1997, esteve no curta-metragem Amar..., de Carlos Gregório, onde interpretou "Lídia". Em 1998, viaja para a Argentina para ser a protagonista do filme Corazón iluminado, de Hector Babenco, que estreou no Festival de Cannes, na França. A atuação de Maria Luísa como "Ana", uma mulher considerada "louca" e que foi internada algumas vezes em clínicas psiquiátricas, foi muito bem recebida pela crítica e ela recebeu prêmios em alguns festivais internacionais, além de ter sido indicado pela Academia ao Grande Otelo de Melhor Atriz e ser premiada na mesma categoria do Prêmio Guarani de Cinema, concedido pela crítica cinematográfica brasileira.

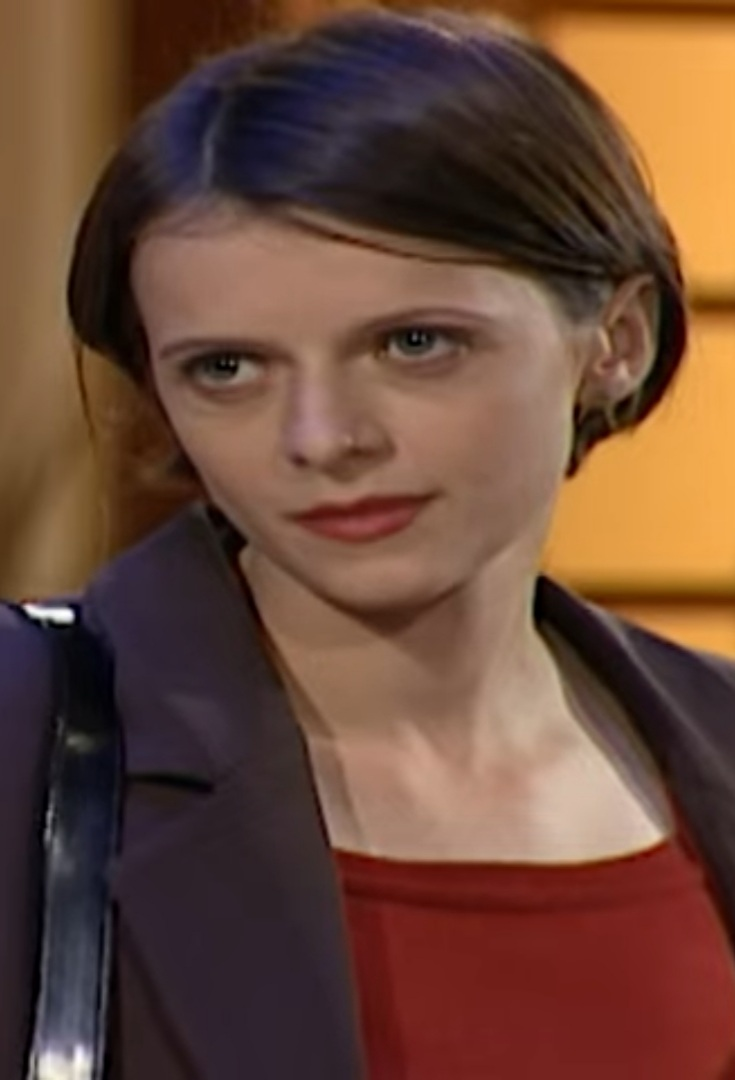
Maria Luísa como Amanda em cena na novela Corpo Dourado em 1998.

Também em 1998, Mendonça voltou às novelas como "Amanda", a antagonista de Corpo Dourado, escrita por  Antônio Calmon. Na trama, Amanda, filha de Hilda (Lucinha Lins) e Tinoco (Carlos Vereza), é a principal antagonista feminina de Selena (Cristiana Oliveira). Ela é sofisticada, inteligente e pragmática, aparentemente fria e calculista, disposta a cometer vilanias para alcançar seus objetivos. Apesar de sua simpatia e elegância, "Amanda" é egocêntrica, vaidosa e orgulhosa, sempre pensando em si mesma. Sua determinação esconde uma sexualidade intensa. Casou-se com Chico (Humberto Martins) por atração física, mas esconde essa paixão. Ela humilha Chico sempre que possível, mas ele conhece suas fraquezas. Seu casamento foi motivado pela vingança contra Zé Paulo (Lima Duarte) e seu ex-noivo. A morte de seu pai a tornou amarga e solitária.
Em 2000, regressa à televisão na minissérie A Muralha, desempenhando o papel de "Margarida Olinto", uma mulher inteligente e sensível, mas de saúde frágil e que sofre por não conseguir ter filhos, fazendo par romântico com Leonardo Medeiros. Neste ano, também, apareceu no episódio "Mamãezinha Querida" do seriado Você Decide. No ano seguinte, em 2001, destacou-se na série Os Maias no papel de "Rachel Cohen", que lhe valera duas indicações ao Prêmio Qualidade Brasil de Melhor Atriz de Projeto Especial. Sua personagem é uma bela judia, objeto da paixão de "João da Ega" (Selton Mello). Casada com o banqueiro "Cohen", torna-se amante de "Ega", mas termina o relacionamento após ser descoberta pelo marido e agredida por ele. Apesar de sua beleza, tem uma personalidade superficial e vaidosa, mantendo o romance com "Ega" apenas por diversão, sem sentimentos profundos por ele. Mais tarde, ela se aproxima de seu primo "Dâmaso" (Otávio Müller), tornando-se sua amiga e cúmplice em intrigas e fofocas. Ainda em 2001, inicia uma série de participações especiais no seriado Os Normais, até a terceira temporada, em 2003.
Em 2002, protagoniza com Marieta Severo, Júlia Lemmertz e Luíza Mariani o filme de drama As Três Marias, de Aluizio Abranches, no papel de "Maria Rosa". O filme acompanha uma matriarca (interpretada por Severo) do sertão pernambucano que convoca suas três filhas para armar uma vingança contra os envolvidos na morte do pai delas. Na televisão, neste período, reduziu sua atuação a participações especiais em seriados, aparecendo em Brava Gente (2002), A Grande Família (2002) e Sítio do Picapau Amarelo (2003). Entre 2003  e 2004, trabalhou na TV Cultura apresentando o programa Contos da Meia-Noite. Também em 2003, voltou aos palcos do teatro encenando a aclamada peça Os Sete Afluentes do Rio Ota, sendo dirigida por Monique Gardenberg em um enredo de cinco horas de duração, onde interpretava três personagens, que lhe renderam múltiplos elogios da crítica especializada. Voltou a trabalhar com Héctor Babenco no cinema no drama Carandiru (2003), onde interpreta a dançarina "Dalva", papel muito elogiado pela crítica, sendo indicada ao Grande Otelo e Prêmio Guarani de Melhor Atriz Coadjuvante, além de receber o Prêmio Qualidade Brasil.

### 2004—09: Prosseguimento e diversificação da carreira

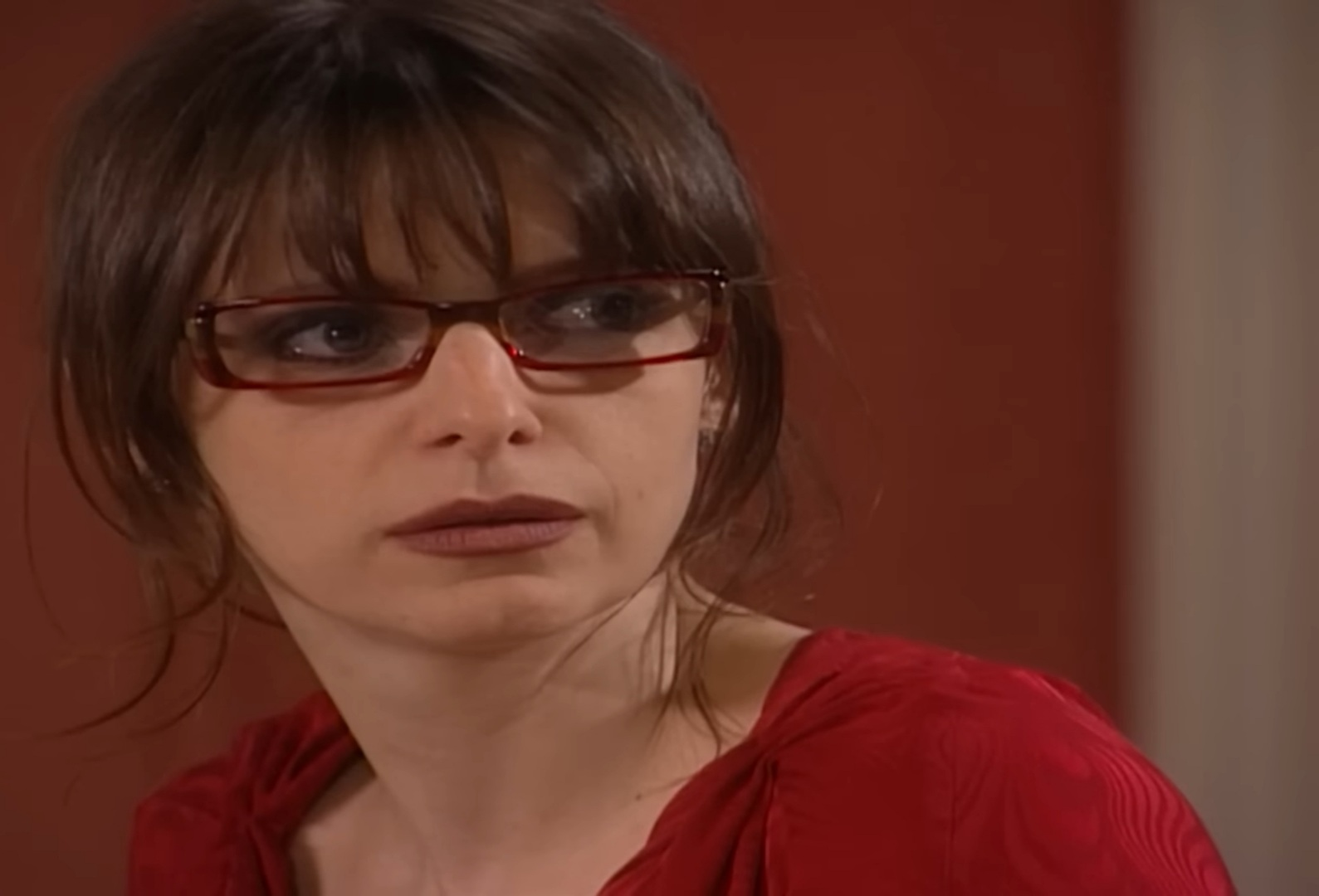
Mendonça no papel de Leila em Senhora do Destino, 2004.

Em 2004, interpreta a artista plástica Maria Bonomi na minissérie Um Só Coração, que prestava uma homenagem aos 450 anos da cidade de São Paulo e abordava a Semana de Arte Moderna de 1922, e estrela o episódio "Isso Não Está Me Cheirando Bem" da série A Diarista. Neste ano, volta a atuar em uma telenovela após seis anos, em Senhora do Destino, fazendo participação no início da trama como "Leila", esposa de "Reginaldo" (Eduardo Moscovis), político corrupto que mantém um casamento de fachada. Ele à trai com "Viviane" (Letícia Spiller), sua assessora parlamentar e após um flagra, com a ajuda de "Venâncio" (André Gonçalves), "Leila" morre.
Em 2005, protagoniza com Felipe Camargo o filme Jogo Subterrâneo, de Roberto Gervitz, no papel da Ana. Inspirado em Manuscrito Achado num Bolso de Julio Cortázar, Jogo Subterrâneo narra a história de Martín (Camargo), um pianista em busca da mulher ideal. Ele cria um jogo no labirinto do metrô para encontrá-la. Quando Ana aparece, seu romance tumultuado com Martín traz caos, sem promessas de final feliz. Originalmente, Maria Luísa seria Tânia (papel que ficou a cargo de Daniela Escobar), a tatuadora, mas ao ver a parte de Ana na sinopse, convenceu o diretor a dar-lhe o papel. Na televisão, reprisou o papel de Dalva na série Carandiru, Outras Histórias (2005), atuando no episódio "Pais e Filhos". Neste ano, também atua na série Madrake, da HBO, como a judia russa Berta Bronstein, a namorada de Mandrake (Marcos Palmeira), que sempre suspeita das traições e mentiras de seu namorado. Dirigiu, em 2005, a peça Essa Nossa Juventude, de Kenneth Lonergan, com tradução e produção suas e Caio Blat, Cauã Reymond e Simone Spoladore no elenco.
Em 2006, aparece no episódio "Mudar é Preciso!" da série Minha Nada Mole Vida, estrelada por Luiz Fernando Guimarães. Em 2007, foi dirigida por Johnny Araújo no filme de drama O Magnata, onde interpreta Vilma, mãe do personagem principal, interpretado por Paulo Vilhena, uma mulher desiludida que passa os dias a beber e tem um convívio conturbado com o filho desde a morte do marido. Também em 2007, teve sua performance elogiada em uma participação especial no drama Querô, filme de Carlos Cortez, como Alzira da Piedade, uma prostituta, também mãe do personagem principal, que se suicida tomando uma garrafa de querosene e deixa o filho sozinho no mundo. A pequena participação chamou atenção, rendendo a ela a indicação de Melhor Atriz de Cinema no Prêmio Qualidade Brasil.
Em 2008, foi uma das protagonistas da minissérie Queridos Amigos, interpretando Raquel, integrante do grupo de amigos que se conheceram no auge do regime militar no país, nos colégios, faculdades e trabalho, e estabeleceram uma amizade profunda. Neste ano ainda, esteve no episódio "Filho Atrapalha?" da série Dicas de um Sedutor e do episódio "A Dominatrix, a Venda e a Babá" de Casos e Acasos, além de participar do especial de fim de ano Aline, que serviu de episódio piloto para a série. Este ano também foi prolífico para a atriz no cinema, participando da comédia A Mulher do Meu Amigo, de Cláudio Torres, no papel de Pâmela, e recebeu o Troféu Calunga de Melhor Atriz no Cine PE por sua participação em Nossa Vida Não Cabe Num Opala, de Reinaldo Pinheiro. Além do mais, participou do curta-metragem Os Filmes que Não Fiz. Entre 2008 e 2009, voltou para a TV Cultura para apresentar o programa Cone Sul.
Em 2009, é convidada para voltar às telenovelas em Viver a Vida, de Manoel Carlos. Na trama, interpreta Alice Soares, uma das amigas mais próximas da protagonista Helena (interpretada por Taís Araújo). Ela é uma mulher solteira convicta e aproveita a pensão que ainda recebe do pai para desfrutar da vida sem compromissos amorosos sólidos. Atuou no filme Se Eu Fosse Você 2 (2009), comédia dirigida por Daniel Filho e estrelada por Glória Pires e Tony Ramos. No filme, interpreta Denise e junto com Olavo (Chico Anysio) forma um casal bilionário que são sogros da filha dos personagens Cláudio (Tony Ramos) e Helena (Glória Pires). Trabalhou como roteirista e atuou no filme A Mulher Invisível (2009), dirigido e escrito em parceria com seu então marido Cláudio Torres. No filme, ela interpreta Marina, ex-esposa do personagem central Pedro, interpretado por Selton Mello. Recebeu uma indicação ao Grande Otelo de Melhor Roteiro Original por sua contribuição no roteiro da obra.

### 2010—19: Aclamação da crítica no teatro
Em 2010, aparece em uma participação especial no filme dramático A Suprema Felicidade, de Arnaldo Jabor, onde interpreta uma dona de uma boate, e dá vida a Ana no filme Insolação, um drama dirigido por Felipe Hirsch e Daniela Thomas. No ano seguinte, assume o comando do programa Revista do Cinema Brasileiro, uma produção independente, em co-produção com a TV Brasil. Em 2011, está no elenco principal do filme O Homem do Futuro, filme de ficção científica estrelada por Wagner Moura como um homem que viaja no tempo para mudar seu passado, onde ela interpreta a empresária Sandra. Neste ano, ainda é premiada como Melhor Atriz Coadjuvante no Festival do Rio pelo filme Amanhã Nunca Mais, comédia estrelada por ela e Lázaro Ramos, e regressa aos palcos do teatro com Na Selva das Cidades, peça de Bertolt Bretch, dirigida por Aderbal Freire Filho, que acompanha uma famíla alemã que se instala em Chicago para fugir da guerra mas se depara com a hostilidade do centro urbano.

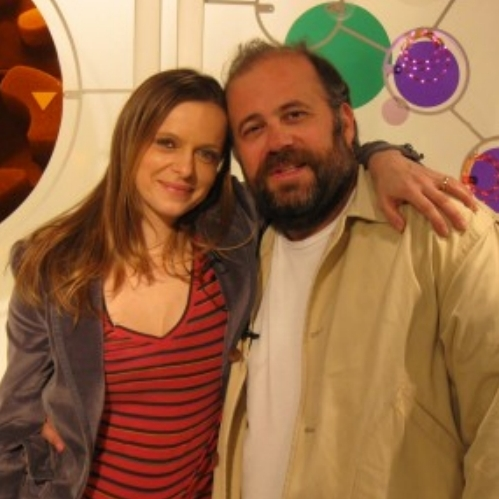
Maria Luísa ao lado do ator Otávio Müller nos bastidores da TV Brasil, em 2012.

Em 2012, atua no filme de suspense Luz nas Trevas: A Volta do Bandido da Luz Vermelha, interpretando uma das vítimas do "Bandido da Luz Vermelha" (Ney Matogrosso), e integra o elenco da primeira temporada da série Sessão de Terapia, no GNT, como "Clarice Cecatto", esposa do terapeuta "Theo" (Zé Carlos Machado), com quem tem uma casamento desmoronando em conflitos. Neste ano, volta as suas origens teatrais novamente em um texto de Nelson Rodrigues, dessa vez interpretando a emblemática "Zulmira", personagem da peça A Falecida que ficou popular na intepretação de Fernanda Montenegro na adaptação cinematográfica do texto. Na peça, ela foi consagrada e muito elogiada ao interpretar uma mulher obcecada pela ideia da morte que planeja seu próprio funeral.
Em 2013, volta para a Argentina para gravar um novo filme após 15 de anos de Corazón iluminado, desta vez em uma participação no drama Habi, la extranjera, de María Florencia, que acompanha uma jovem que viaja de sua província natal para a cidade de Buenos Aires para distribuir alguns artesanatos e ali entra acidentalmente em contato com a religião muçulmana até se tornar parte da comunidade islâmica. Também em 2013, interpreta a vilã extravagante "Inês" em Além do Horizonte, novela escrita por Carlos Gregório e Marcos Bernstein, que explorou o lado cômico da atriz pouco visto em sua carreira. Na trama, sua personagem é neurótica, adora criar drama e não hesita em causar escândalos. Seu ciúme é tão extremo que chega a perturbar a vida de seu ex e até mesmo a arruinar o relacionamento de seu próprio filho. No entanto, as loucuras cometidas por Inês em Além do Horizonte acabam por relativizar a gravidade de suas maldades em retrospecto.
Em 2014, atua na ficção científica Deserto Azul, que se passa num cenário árido e desprovido de humanidade, onde um homem é assombrado por premonições e sonhos persistentes que retratam símbolos enigmáticos e um deserto implacável. Em 2015, atua como Isabel, filha transgressora de um militar na série da Magnífica 70, da HBO. Neste ano ainda, atua na minissérie sobrenatural Amorteamo, na TV Globo, interpretando uma sombria dona de bordel, Dora, companheira e confidente do cruel Aragão (Jackson Antunes). Ainda em 2015, recebe um de seus papéis mais aclamados no teatro, Blanche DuBois em Um Bonde Chamado Desejo, que lhe valera os principais prêmios nacionais de melhor atriz de teatro, incluindo o APCA, Prêmio Shell e Prêmio Qualidade Brasil. Dirigido por Rafael Gomes, o clássico de Tennessee Williams conta a história de Blanche Dubois, uma mulher atormentada que, ao se mudar para a casa de sua irmã Stella, buscando superar o trauma de um casamento fracassado, confronta a brutalidade de seu cunhado, Stanley.
Em 2016, inaugurou em Ipanema, a exposição "Eu Me Registrarei Sob Um Nome Falso", a primeira com suas telas e artes visuais. A atriz já trabalhava com artes plásticas há 18 anos. Em 2017, estrela com Tony Ramos e Monica Iozzi a série de comédia sombria Vade Retro, interpretando Lucy Ferguson. Em 2018, é uma das protagonistas do filme Todo Clichê do Amor e obtém destaque ao retornar as novelas, em Segundo Sol, trama do horário nobre de João Emanuel Carneiro, onde ela interpreta a reprimida e neurótica socialite Karen, uma mulher acostumada ao luxo e vaidades, mas que após a falência da corrupta família, muda de comportamento e se torna uma mulher forte e independente. Em 2019, esteve nos filme de drama O Olho e a Faca, onde interpretou a esposa de um petroleiro, interpretado por Rodrigo Lombardi, com quem vive uma crise matrimonial pela relação do marido com o trabalho, e na comédia dramática Horácio, onde interpreta Petula, a filha do contrabandista Horácio, a qual ele esconde em um quarto.

### 2020—presente: Volta à televisão e trabalhos recentes
Em 2021, interpreta Araídes na telenovela Verdades Secretas II, de Walcyr Carrasco, exibida originalmente no Globoplay e, mais tarde, na faixa das onze da TV Globo. Na trama, sua personagem é uma mulher que sofre violência física e psicológica do marido. Neste ano, pôde ser vista ainda na comédia L.O.C.A., filme de  Cláudia Jouvin protagonizado por Mariana Ximenes, Roberta Rodrigues e Débora Lamm, que trazia as três atrizes como integrantes do grupo de apoio Liga das Obsessivas Compulsivas por Amor (L.O.C.A.), onde a personagem de Mendonça, "Vera", é a líder terapêutica que, na verdade, esconde que também é obcecada por seu ex-marido e o mantém em cárcere. Em 2022, voltou aos palcos com uma nova montagem de Um Bonde Chamado Desejo, interpretando novamente a emblemática Blanche DuBois. Em 2023, aparece no filme de drama Meu Casulo de Drywall, cuja trama centra-se em Virgínia (Bella Piero), uma jovem que morre durante sua festa de 17 anos. No filme, Maria interpreta Patrícia, a mãe da protagonista, que enfrenta a dor da tragédia e busca por respostas sobre quem a matou.

## Vida pessoal
A atriz é mãe de Júlia Gallo Mendonça, nascida em 1997, fruto do seu casamento com o diretor de cinema Rogério Gallo, união conjugal que durou de 1994 a 2000. Maria Luísa chegou a engravidar novamente em 1998, mas sofreu um aborto espontâneo com um mês de gestação. Em 2001 casou-se com o produtor de cinema Fabiano Gullane, com quem esteve até 2004. De 2005 até maio de 2016 esteve casada com o diretor Cláudio Torres, filho de Fernanda Montenegro. Em entrevistas revelou que fez um aborto aos 17 anos de idade, informando que engravidou de seu primeiro namorado, um rapaz da mesma idade, que a ajudou financeiramente a realizar o ato em uma clínica clandestina da Zona Sul do Rio de Janeiro, e que escondeu esta história da família na época.

## Teatro
| Ano     | Título                        | Papel                    | Notas                     |
| ------- | ----------------------------- | ------------------------ | ------------------------- |
| 1987    | Vestido de Noiva              | Alaíde                   |                           |
| 1991    | Os Gigantes da Montanha       |                          |                           |
| 1992    | Romeu e Julieta               | Julieta                  |                           |
| 1994    | Futebol                       |                          |                           |
| 1994    | Valsa n° 6                    | Oito personagens         |                           |
| 2003    | Os Sete Afluentes do Rio Ota  | Hanako Nishikawa / Karen |                           |
| 2005    | Essa Nossa Juventude          | —                        | como diretora e produtora |
| 2011    | Na Selva das Cidades          | Marie                    |                           |
| 2012    | A Falecida                    | Zulmira                  |                           |
| 2013    | O Desaparecimento do Elefante | Esposa Autoritária       |                           |
| 2015–17 | Um Bonde Chamado Desejo       | Blanche DuBois           |                           |
| 2022    | Um Bonde Chamado Desejo       | Blanche DuBois           |                           |

## Filmografia

### Televisão
| Ano     | Título                                   | Personagem                    | Notas                                                         |
| ------- | ---------------------------------------- | ----------------------------- | ------------------------------------------------------------- |
| 1993    | Renascer                                 | Isabela Mota Gonzaga (Buba)   |                                                               |
| 1995    | Engraçadinha: Seus Amores e Seus Pecados | Letícia                       |                                                               |
| 1995    | Explode Coração                          | Vera Avelar Falcão            |                                                               |
| 1996    | A Comédia da Vida Privada                | Júlia                         | Episódio: "Mulheres"                                          |
| 1998    | Corpo Dourado                            | Amanda Mendonça               |                                                               |
| 2000    | A Muralha                                | Margarida Olinto              |                                                               |
| 2000    | Você Decide                              | Marta                         | Episódio: "Mamãezinha Querida"                                |
| 2001    | Os Maias                                 | Rachel Cohen                  |                                                               |
| 2001    | Os Normais                               | Nara                          | Episódio: "Sair Com Amigos é Normal" Episódio: "Ler É Normal" |
| 2002    | Brava Gente                              | Isabel                        | Episódio: "A Casa Errada"                                     |
| 2002    | A Grande Família                         | Carmen Jade / Rosa Perfumada  | Episódio: "Senhor Viúvo Procura"                              |
| 2002    | Os Normais                               | Samla                         | Episódio: "Sair com Amigos é Normal"                          |
| 2002    | Sítio do Picapau Amarelo                 | Palas Atena                   | Episódio: "Os XII Trabalhos de Hércules"                      |
| 2003    | Sítio do Picapau Amarelo                 | Flora                         | Episódio: "A Bela e a Fera"                                   |
| 2003    | Os Normais                               | Mônica                        | Episódio: "Os Estranhos Lugares Comuns"                       |
| 2003–04 | Contos da Meia-Noite                     | Apresentadora                 |                                                               |
| 2004    | Um Só Coração                            | Maria Bonomi                  |                                                               |
| 2004    | A Diarista                               | Lucília                       | Episódio: "Isso Não Está Me Cheirando Bem"                    |
| 2004    | Senhora do Destino                       | Leila Maria Ferreira da Silva | Episódios: "2–5 de julho"                                     |
| 2005    | Carandiru, Outras Histórias              | Dalva                         | Episódio: "Pais e Filhos"                                     |
| 2005–07 | Mandrake                                 | Berta Bronstein               |                                                               |
| 2006    | Minha Nada Mole Vida                     | Vera                          | Episódio: "Mudar é Preciso!"                                  |
| 2008    | Queridos Amigos                          | Raquel                        |                                                               |
| 2008    | Casos e Acasos                           | Olívia                        | Episódio: "A Dominatrix, a Venda e a Babá"                    |
| 2008    | Dicas de um Sedutor                      | Alma                          | Episódio: "Filho Atrapalha?"                                  |
| 2008    | Aline                                    | Vera                          | Episódio: "Piloto"                                            |
| 2008–09 | Cone Sul                                 | Apresentadora                 |                                                               |
| 2009    | Viver a Vida                             | Alice Soares Gurgel           |                                                               |
| 2011–12 | Revista do Cinema Brasileiro             | Apresentadora                 |                                                               |
| 2012    | Sessão de Terapia                        | Clarice Cecatto               | Temporada 1                                                   |
| 2013    | Além do Horizonte                        | Inês Serapião Pomatelli       |                                                               |
| 2015    | Amorteamo                                | Dora                          |                                                               |
| 2015–18 | Magnífica 70                             | Isabel Souto dos Reis         |                                                               |
| 2017    | Vade Retro                               | Lucy Ferguson                 |                                                               |
| 2018    | Desnude                                  | Isabel                        | Episódio: "O Jantar Exterminador"                             |
| 2018    | Segundo Sol                              | Karen Michele Athayde         |                                                               |
| 2021    | Verdades Secretas                        | Araídes Cunha                 | Temporada 2                                                   |

### Cinema
| Ano  | Título                                              | Personagem                 | Notas                       |
| ---- | --------------------------------------------------- | -------------------------- | --------------------------- |
| 1995 | Everyday Art                                        | —                          | Como diretora; documentário |
| 1996 | Quem Matou Pixote?                                  | Malu                       |                             |
| 1996 | Indonesia: Islands on Fire                          | —                          | Como diretora; documentário |
| 1997 | Amar...                                             | Lídia                      |                             |
| 1998 | Corazón iluminado                                   | Ana                        |                             |
| 1999 | Nasci Mulher Negra                                  | —                          | Como diretora; documentário |
| 2002 | As Três Marias                                      | Maria Rosa                 |                             |
| 2003 | A Delicadeza do Amor                                |                            |                             |
| 2003 | Carandiru                                           | Dalva                      |                             |
| 2005 | Jogo Subterrâneo                                    | Ana                        |                             |
| 2006 | Bagaço                                              | —                          | Como diretora; documentário |
| 2007 | O Magnata                                           | Vilma                      |                             |
| 2007 | Querô                                               | Piedade                    |                             |
| 2008 | A Mulher do Meu Amigo                               | Pâmela                     |                             |
| 2008 | Nossa Vida Não Cabe Num Opala                       | Sílvia                     |                             |
| 2008 | Os Filmes que Não Fiz                               | Ela mesma                  | Curta-metragem              |
| 2009 | Se Eu Fosse Você 2                                  | Denise                     |                             |
| 2009 | A Mulher Invisível                                  | Marina                     | Também como roteirista      |
| 2010 | A Suprema Felicidade                                | Cafetina                   |                             |
| 2010 | Insolação                                           | Ana                        |                             |
| 2011 | O Homem do Futuro                                   | Sandra                     |                             |
| 2011 | Amanhã Nunca Mais                                   | Miriam                     |                             |
| 2012 | Luz nas Trevas - A Volta do Bandido da Luz Vermelha | Lúcia                      |                             |
| 2013 | Habi, la extranjera                                 | Margarita                  |                             |
| 2014 | Deserto Azul                                        | Alma                       |                             |
| 2018 | Todo Clichê do Amor                                 | A Viúva                    |                             |
| 2019 | O Olho e a Faca                                     | Cristina "Cris" Araújo     |                             |
| 2019 | Horácio                                             | Petula                     |                             |
| 2021 | L.O.C.A.                                            | Drª. Vera                  |                             |
| 2022 | Meu Álbum de Amores                                 | Maria Helena               | [ 67 ]                      |
| 2023 | Meu Casulo de Drywall                               | Patrícia (mãe de Virgínia) | [ 68 ]                      |

## Prêmios e indicações
| Ano  | Associações                             | Categoria                                   | Nomeações                                           | Resultado | Ref.   |
| ---- | --------------------------------------- | ------------------------------------------- | --------------------------------------------------- | --------- | ------ |
| 1995 | Canyonlands Film Festival               | Melhor Filme (menção honrosa)               | Everyday Art                                        | Venceu    | [ 69 ] |
| 1999 | Prêmios Cóndor de Plata                 | Melhor Atriz                                | Corazón iluminado                                   | Indicada  | [ 70 ] |
| 2000 | Grande Prêmio do Cinema Brasileiro      | Melhor Atriz                                | Corazón iluminado                                   | Indicada  | [ 71 ] |
| 2000 | Prêmio Guarani de Cinema Brasileiro     | Melhor Atriz                                | Corazón iluminado                                   | Venceu    | [ 72 ] |
| 2001 | Prêmio Qualidade Brasil - RJ            | Televisão: Melhor Atriz em Projeto Especial | Os Maias                                            | Indicada  | [ 73 ] |
| 2001 | Prêmio Qualidade Brasil - SP            | Televisão: Melhor Atriz em Projeto Especial | Os Maias                                            | Indicada  | [ 74 ] |
| 2003 | Prêmio Qualidade Brasil - SP            | Teatro: Melhor Atriz de Drama               | Os Sete Afluentes do Rio Ota                        | Indicada  | [ 75 ] |
| 2003 | Prêmio Qualidade Brasil - SP            | Cinema: Prêmio Especial de Melhor Atriz     | Carandiru                                           | Venceu    | [ 75 ] |
| 2003 | Prêmio Qualidade Brasil - RJ            | Cinema: Melhor Atriz Coadjuvante            | Carandiru                                           | Indicada  | [ 76 ] |
| 2004 | Grande Prêmio do Cinema Brasileiro      | Melhor Atriz                                | Carandiru                                           | Indicada  | [ 71 ] |
| 2004 | Prêmio Guarani de Cinema Brasileiro     | Melhor Atriz Coadjuvante                    | Carandiru                                           | Indicada  | [ 72 ] |
| 2007 | Prêmio Qualidade Brasil                 | Cinema: Melhor Atriz                        | Querô                                               | Indicada  | [ 28 ] |
| 2008 | Prêmio Fiesp/Sesi do Cinema Paulista    | Melhor Atriz Coadjuvante                    | Querô                                               | Venceu    | [ 77 ] |
| 2008 | Cine PE - Festival do Audiovisual       | Melhor Atriz em Longa-metragem              | Nossa Vida Não Cabe Num Opala                       | Venceu    | [ 78 ] |
| 2010 | Grande Prêmio do Cinema Brasileiro      | Melhor Roteiro Original                     | A Mulher Invisível                                  | Indicada  | [ 69 ] |
| 2011 | Festival Internacional de Cinema do Rio | Melhor Atriz Coadjuvante                    | Amanhã Nunca Mais                                   | Venceu    | [ 79 ] |
| 2012 | Prêmio Fiesp/Sesi do Cinema Paulista    | Melhor Atriz Coadjuvante                    | Amanhã Nunca Mais                                   | Venceu    | [ 80 ] |
| 2012 | Prêmio Contigo! de Cinema Nacional      | Melhor Atriz Coadjuvante                    | Luz nas Trevas – A Volta do Bandido da Luz Vermelha | Venceu    | [ 81 ] |
| 2015 | Prêmio Cenym de Teatro                  | Melhor Atriz                                | Um Bonde Chamado Desejo                             | Indicada  | [ 82 ] |
| 2015 | Prêmio APCA de Teatro                   | Melhor Atriz — Teatro                       | Um Bonde Chamado Desejo                             | Venceu    | [ 82 ] |
| 2015 | Prêmio Qualidade Brasil                 | Teatro: Melhor Atriz de Drama               | Um Bonde Chamado Desejo                             | Venceu    | [ 82 ] |
| 2016 | Prêmio Shell                            | Melhor Atriz                                | Um Bonde Chamado Desejo                             | Venceu    | [ 82 ] |
| 2016 | Prêmio Aplauso Brasil de Teatro         | Melhor Atriz (voto do júri)                 | Um Bonde Chamado Desejo                             | Venceu    | [ 83 ] |